# Весняні квіти (яйце Фаберже)
Великоднє яйце «Весняні квіти» — ювелірний виріб фірми Карла Фаберже, виготовлений близько 1899 року в майстерні Михайла Перхіна. Заведено вважати, що воно було подароване вдові російського імператора Олександра III Марії Федорівні, імовірно, кимось із родичів чи близьких друзів.

## Дизайн
Яйце «Весняні квіти» виконане в стилі неорококо. Воно покрите прозорою сунично-червоною емаллю по гільйошованому фону, декороване накладними завитками другого рококо із золота. Круглу двосхідчасту підставку яйця виточено з бавеніту, прикрашено смужкою діамантів і у підмур'ї цоколя — золотим орнаментом рокайль. Відчиняються по вертикальному шву, що оторочений смужкою діамантів, за допомогою діамантової застібки на вершині яйця. Всередині міститься кошик з пролісками, який може вийматися. Пелюстки пролісок виготовлені з халцедону, маточки — з демантоїдів.
Кошик квітів дуже схожий на кошик з квітами, що є сюрпризом «Зимового» яйця, виготовленого у 1913 році.